# Науглероживание железа
Науглеро́живание желе́за — технологический процесс внесения углеродосодержащих компонентов (каменноугольного кокса, антрацита, древесного угля и т. п.) в жидкое железо или сталь. Может быть побочным эффектом (в доменных печах) или целенаправленным (при цементации стали).
На механизм и кинетику науглероживания влияют свойства и структура исходных материалов, а также используемые температуры и давление. В доменных печах науглероживание является неизбежным для всего объёма выплавляемого железа, что неизбежно превращает его в чугун. При получении стали из чугуна убирают углеродные зёрна различными методами (исторически первым способом была многократная перековка).
Несколько иной вариант науглероживания применяется при цементации поверхностного слоя стальных заготовок в целях увеличения поверхностной твёрдости, износостойкости, несущей способности и предела усталости под действием знакопеременных нагрузок. Как правило, науглероживание стали ведётся в газовых средах, образованных продуктами сгорания пропана, нефти, природного газа и других видов топлива.